# 나우루어 위키백과

나우루어 위키백과는 나우루어로 운영되는 위키백과 언어판이다. 2003년 12월 10일에 시작되었다. 기호는 na이다.